# Katharina Molitor
Katharina Molitor (* 8. November 1983 in Bedburg, Nordrhein-Westfalen) ist eine ehemalige deutsche Speerwerferin und Volleyballspielerin. Ihr größter sportlicher Erfolg ist der Titelgewinn im Speerwurf bei den Weltmeisterschaften 2015 in Peking.

## Berufsweg
Molitor studierte zunächst auf Lehramt in den Fächern Geographie und Sport an Gymnasien und Gesamtschulen an der Bergischen Universität Wuppertal. Nachdem die Doppelbelastung durch das umfangreiche Studium zunahm und die erforderlichen Leistungen im Training nicht mehr abrufbar waren, wechselte sie 2018 auf Grundschul-Lehramt für Sport und Sozialwissenschaften.

## Sportliche Laufbahn

### Karriere Leichtathletik

#### Jugend
Katharina Molitor begann in ihrem Heimatort beim TV Bedburg mit der Leichtathletik. Ihr Jugendtrainer Franz Inden sorgte für eine vielseitige Ausbildung. Im Juni 1997 erzielte Molitor beim Ballwurf eine Weite von 52 Metern, mit der sie noch heute die Bestenlisten im Kreis Köln bei den Schülerinnen AW14 und W15 anführt. Ihre Vielseitigkeit stellte die Rheinländerin auch beim Leichtathletik-Club Jugend 07 Bergheim unter Beweis. So führte sie die Vereinsbestenliste 2000 bei der weiblichen B-Jugend sowohl in sämtlichen Laufdisziplinen als auch beim Vier- und Siebenkampf an; ihre damaligen Leistungen in den Wurfdisziplinen waren sogar in der Frauenklasse führend. Ihre sportlichen Erfolge setzten sich in der Altersklasse der A-Jugend fort, 2001 unter anderem mit dem Titel der Deutschen A-Jugend-Meisterin und dritten Plätzen bei der A-Jugend-DM im Kugelstoßen.

#### 2003–2005
2003 wechselte Molitor zum Leichtathletikverein Bayer Leverkusen, wo sie sich unter Helge Zöllkau auf den Speerwurf spezialisierte. 2005 wurde sie bei den U23-Europameisterschaften mit 57,01 m Zweite.

#### 2007–2008
Bei der Sommer-Universiade 2007 in Bangkok belegte sie mit 58,19 m den sechsten Platz. Im Jahr darauf, im März beim Winterwurf-Europacup (englisch: 2008 European Throwing Cup) in Split, gewann Molitor mit einer persönlichen Bestweite von 58,26 m die Silbermedaille im Einzelwurf sowie (mit dem Ergebnis des Einzelwurfs) eine weitere Silbermedaille als Mitglied in der Gruppe B des Frauen-Teams. Zwei Monate danach folgte eine neue Bestleistung von 61,74 m; das bei den Werfertagen in Halle erzielte Ergebnis bedeutete zudem eine bessere Qualifikationsweite gegenüber Linda Stahl sowie die Nominierung für die Olympischen Spiele 2008 als dritte deutsche Speerwerferin neben Christina Obergföll und Steffi Nerius, obschon Molitor bei den Deutschen Meisterschaften mit 59,02 m nur Vierte hinter Stahl geworden war. In Peking konnte Molitor – im Gegensatz zu Obergföll, die acht Jahre später nachträglich die Silbermedaille zugesprochen bekam sowie Nerius als spätere Viertplatzierte – die nach der Nominierung in sie gesetzten Erwartungen nicht erfüllen: Mit 59,64 m bildete sie das Schlusslicht der Finalteilnehmerinnen beziehungsweise kam nachträglich auf Rang sieben.

#### 2009
Beim Winterwurf-Europacup, der traditionell im März sowie 2009 – in Los Realejos auf Teneriffa, Spanien – zum neunten Mal ausgetragen wurde, konnte das Team der deutschen Frauen die Bronzemedaille gewinnen; Molitors Beitrag dazu war ein Wurf von 59,75 m, eine Weite, die ihr selbst keinen Podestplatz als Einzelwerferin einbrachte. Anfang Juli gewann sie in Ulm mit einer ähnlichen Weite (59,64 m) auf Platz drei ihre erste Meisterschaftsmedaille. Den nächsten internationalen Wettkampf bestritt Molitor vier Tage später mit der Teilnahme an der Sommer-Universiade 2009 in Belgrad, Serbien; im Finale musste sie sich mit 59,41 m und knappen drei Zentimetern Team-Mitglied Mareike Rittweg geschlagen geben, die die Bronzemedaille gewann.

#### 2010
Ende Juni 2010 steigerte Molitor im heimischen Leverkusener Stadion ihre Vorjahresweite von 62,69 m auf 64,53 m; mit der neuen persönlichen Bestleistung übertraf sie die geforderte Europameisterschaftsnorm von 61,00 Metern deutlich und reihte sich auf Platz fünf der europäischen Jahresbestenliste direkt hinter der nationalen Rekordhalterin (68,63 m) Christina Obergföll ein. Bei den Deutschen Meisterschaften 2010 in Braunschweig konnte sich Molitor schließlich mit 64,27 m gegen Obergföll und Stahl durchsetzen – ihr zweitbester Wurf der Saison markierte sowohl ihren ersten Meistertitel als auch die Teilnahme an den Europameisterschaften 2010 in Barcelona. Mit 63,81 m und Platz vier blieb die Wiederholung des Erfolgs über die interne Konkurrenz jedoch erneut aus – mit einem deutschen Doppelsieg triumphierten Molitors Teamkollegin und neue Europameisterin Linda Stahl (66,81 m) sowie Christina Obergföll (65,58 m) auf Platz zwei.

#### 2011–2012
Bei den Weltmeisterschaften 2011 in Daegu wurde Molitor hinter Christina Obergföll (65,24 m) mit 64,32 m Vierte – drei Wochen zuvor hatte sie in Kassel mit 64,67 m eine neue persönliche Bestleistung geworfen und musste sich bereits dort der überragenden Obergföll geschlagen geben, die mit 68,86 m einen neuen deutschen Meisterschaftsrekord aufstellte. Die Europameisterschaften 2012 im Jahr darauf hielten für Molitor mit 60,99 m einen fünften Platz bereit, wobei ihr zum Höhepunkt der Saison, den Olympischen Spielen 2012 in London, eine Steigerung auf 62,89 m entsprechend Rang sechs gelang.

#### 2013
Molitors dritte Teilnahme beim Winterwurf-Europacup in Castellón de la Plana, Spanien, hatte 2013 mit einem Ergebnis von 59,73 m auf Rang vier weder eine Einzelmedaille noch eine Podestplatzierung für das Frauen-Team zu verzeichnen. Dem misslungenen Saisonstart folgte im Mai eine beachtliche Steigerung bei den Werfertagen in Halle – die Weltmeisterschafts-Qualifikationsweite von 63,55 m einschließlich dem Ergebnis zwei Monate später beim Meeting in Luzern (62,16 m) sollte jedoch im Verlauf der Saison die Ausnahme bleiben. So reihte sich neben Würfen von größtenteils unter 60 Metern, erzielt bei diversen einheimischen sowie internationalen Challenge-Wettbewerben, auch Molitors zweite Weltmeisterschaftsteilnahme Mitte August in Moskau in die Liste unterdurchschnittlicher Ergebnisse ein: Nach der B-Qualifikationsrunde verfehlte sie mit 60,32 m auf Platz acht knapp das Finale.

#### 2014
Mitte März, zu Beginn der Saison 2014, ging Molitor nach 2008, 2009 und 2013 erneut beim Winterwurf-Europacup (2014 European Throwing Cup) an den Start – in Leiria gewann sie mit dem Frauen-Team die Goldmedaille, zudem stand sie zum zweiten Mal bei diesen Wettbewerben als Einzelwerferin auf dem Podest und sicherte sich hinter Linda Stahl (61,20 m) mit 60,97 m die Silbermedaille. Den Abschluss der Saison bildete Platz neun bei den Europameisterschaften 2014 in Zürich – im „Letzigrund“ reichten Molitors 58,00 m nicht aus, um ins Finale der besten acht Werferinnen zu kommen. Die dem Formtief geschuldete Zurückstellung des Studiums an der Universität sowie die Konzentration auf ein intensiviertes Training sollte die entscheidende Wende zum „Wurf ihres Lebens“ (throw of her lifetime) einleiten.

#### 2015
Wie schon in der vorangegangenen Saison stationierte der Winterwurf-Europacup (2015 European Throwing Cup) in Leiria, Portugal; wieder gingen die Podestplätze über Linda Stahl und Katharina Molitor – gegenüber dem Vorjahr jeweils ein Platz tiefer entsprechend Silber und Bronze, jedoch mit besseren Weiten (Stahl: 62,12 m; Molitor: 62,08 m) und erneutem Gesamtsieg für das Frauen-Team. Im Juli verbesserte Molitor beim Meeting in Luzern ihre vier Jahre alte Bestleistung auf 66,40 m – die neue persönliche Bestleistung kurz zusammengefasst: Meeting-Rekord, Jahresbeste in Europa und Vierte der Welt. Eine Bestätigung der Form gelang zwei Wochen später in Nürnberg mit dem Gewinn ihres zweiten nationalen Meistertitels; der Siegerweite von 65,40 m folgte die Nominierung zur Teilnahme an den Weltmeisterschaften.
Dort gewann sie im Nationalstadion von Peking ihren ersten internationalen Titel. Mit diesem Wurf war Molitor 2015 die Weltjahresbeste, ihre Weite wurde auch bei den nachfolgenden (vier) Weltmeisterschaften nicht mehr übertroffen.
Bei der Wahl zum „Sportler des Jahres 2015“ wurde Molitor hinter der Kugelstoßweltmeisterin Christina Schwanitz Zweite.

#### 2016
Obwohl Molitor 2016 mit zwei aufeinanderfolgenden Saisonbestleistungen Zweite der Deutschen Meisterschaften sowie mit 63,20 m Vierte der Europameisterschaften war, wurde sie nicht für die Olympischen Spiele in Rio de Janeiro nominiert. An ihrer Stelle bekam Christina Obergföll den Vorzug, die mit 64,96 m die bessere saisonale Weite vorzuweisen hatte; zwei weitere Nominierungen entfielen auf die Europameisterschafts-Zweite Linda Stahl und Christin Hussong als Deutsche Meisterin (letztlich hatten alle vier Werferinnen die Qualifikationskriterien erfüllt). Mit dem Argument, dass im Umfeld allgemeiner Kritik an den Nominierungskriterien des DOSB ihre – in der vergangenen Saison erzielte – Weltbestmarke innerhalb einer Gesamtschau ihrer besten Leistungen und Ergebnisse im Hinblick auf eine realistische Medaillen-Chance berücksichtigt werden müsste, beantragte Molitor eine Einstweilige Verfügung gegen den DOSB. Obergföll hatte dem Dachverband ebenfalls mit einer Klage gedroht, falls sie nicht ins Team berufen werden sollte. Molitors Begehren wurde am 18. Juli 2016 vom Landgericht Frankfurt am Main abgelehnt.

#### 2017
Ende Juni wurde Molitor im nordfranzösischen Lille Team-Europameisterin, blieb aber in der Einzeldisziplin beim Speerwurf mit 60,71 m auf Platz vier medaillenlos. In Erfurt gewann sie bei den Deutschen Meisterschaften zum dritten Mal den Meistertitel; gegenüber den großen Erfolgen und Weiten des Jahres 2015 verdeutlichte die Siegerweite von 61,16 m sowie der gesamte Saisonverlauf eine Stagnation ihrer Würfe auf Weiten von durchschnittlich 60 Metern innerhalb einer rückläufigen Entwicklung, die sich bereits in der Saison 2016 abzuzeichnen begann.
Bei den Weltmeisterschaften in London beendete sie den Wettbewerb mit einem zweifellos unbefriedigenden siebten Platz, wobei sie in der Qualifikation als Erstplatzierte ihrer Gruppe mit 65,37 m die drittbeste Weite ihrer Karriere erzielte, die im Finale für Bronze gereicht hätte.
Rückblickend zu den Ereignissen von London sprach Molitor über „mehr Konsequenzen […] beim Thema Doping“ und äußerte sich kritisch über die Sportförderung des Bundes, in dessen Maßnahmen sie eine weiterhin schwere finanzielle Zukunft für ihren Sport sah: „Von dem Kuchen bekommt allerdings nicht jeder etwas ab. Die Plätze sind begrenzt und ich habe das Gefühl, dass es für alle anderen Sportler immer schwerer wird, sich finanziell über Wasser zu halten und somit den Sport überhaupt ausüben zu können.“

#### 2018

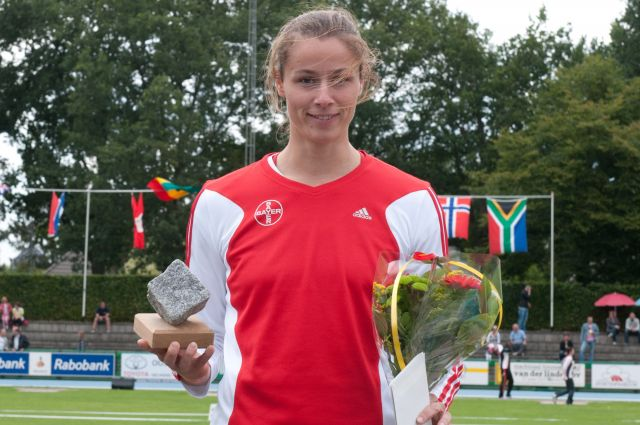
Molitor mit „Keien(-Meeting-Rekord)
-Bokal“, 18. Keien Meeting 2011

Bei der insgesamt siebten und letzten Teilnahme am Winterwurf-Europacup (2018 European Throwing Cup) gewann Molitor in Leiria im Einzelwettbewerb hinter Christin Hussong (60,02 m) mit 59,80 m Bronze sowie Gold in der Gesamtwertung des Frauen-Teams; die Weite unterhalb 60 Metern markierte durchgängig den Standard ihrer zehn von elf nationalen und internationalen Wettbewerbe im Lauf der Saison. So folgte einer kurzfristigen Steigerung – einschließlich der Erfüllung der Europameisterschaftsnorm – auf 61,91 m beim Meeting in Luzern eine für Molitor enttäuschende Vorstellung bei den Deutschen Meisterschaften: Erneut musste sie sich hinter Christin Hussong (63,54 m) einreihen, die eklatant schwache Weite von 56,75 m veranschaulichte mit Platz zwei sowohl den Generationswechsel als auch den Rückgang der Bandbreite erfolgreicher deutscher Werferinnen. Etwas mehr als zwei Wochen später blickt sie „mit gemischten Gefühlen“ auf die Europameisterschaften, und scheitert kurz danach mit 58,00 m auf Platz 15 in der Qualifikation. Im Anschluss des Wettkampfs kündigte Molitor ihr Karriereende an.

#### Leistungsentwicklung
| 2001    | 2002    | 2003    | 2004    | 2005    | 2006       | 2007    | 2008    | 2009    |
| ------- | ------- | ------- | ------- | ------- | ---------- | ------- | ------- | ------- |
| 48,53 m | 50,94 m | 48,04 m | 50,94 m | 57,01 m | 57,58 m    | 58,87 m | 61,74 m | 62,69 m |
| 2010    | 2011    | 2012    | 2013    | 2014    | 2015       | 2016    | 2017    | 2018    |
| 64,53 m | 64,67 m | 63,20 m | 63,55 m | 63,40 m | 67,69 m PB | 63,20 m | 65,37 m | 61,91 m |

Molitor hatte bei einer Körpergröße von 1,83 m ein Wettkampfgewicht von 79 kg.

### Karriere Volleyball
Als Dreizehnjährige begann Katharina Molitor beim TV Bedburg Volleyball zu spielen und wechselte im Jahr darauf zum Oberaußemer VV (OVV). 2006 verpflichtete sich die damalige Sport- und Sozialwissenschaftsstudentin beim TSV Bayer 04 Leverkusen für die zweite Frauenmannschaft, mit der sie 2008 den Aufstieg in die 2. Volleyball-Bundesliga Nord schaffte. Ab der Bundesliga-Saison 2006/07 wurde Molitor (vereinsinternes Pseudonym: Katharina Karstens) auch in der ersten Mannschaft der Leverkuserinnen als Mittelblockerin eingesetzt. Da sich Bayer 04 wegen finanzieller Engpässe nach der Saison 2008/09 aus der höchsten deutschen Spielklasse zurückzog, spielte sie in der Saison 2010/11 wieder in der 2. Bundesliga – ohne finanzielle Förderung und quasi nebenbei, soweit es Leichtathletikwettkämpfe und -training zuließen. Ihre Rolle im Team beschrieb Molitor als „engagierte Hobbyspielerin“. Ihr Engagement im Mannschaftssport entsprang im Übrigen dem Wunsch, neben der Entwicklung der eigenen Persönlichkeit einen Ausgleich zur Selbstbezogenheit von Studium und Einzeldisziplin (Speerwurf) zu finden.
2011/12 gelang der mittlerweile 27-Jährigen mit ihrem Team vorübergehend der Wiederaufstieg in die Bundesliga. Nach dem Abstieg 2012 belegte sie mit den Leverkusenerinnen Spitzenplätze in der 2. Bundesliga Nord und konnte hier 2013 und 2016 die Meisterschaft gewinnen. Nach dem Ende ihrer Leichtathletik-Karriere spielte Molitor bis 2020 weiterhin Volleyball in der 2. Bundesliga.

### Karriereende
Aufgrund gravierender technischer Probleme, die sich über die gesamte Saison 2018 hinzogen, reifte bei der 34-jährigen Athletin die Überzeugung, nach den Europameisterschaften mit dem Speerwurf aufzuhören; Ende 2018 gab Molitor bekannt, keine Leichtathletikwettkämpfe mehr zu bestreiten. Nach der offiziellen Verabschiedung aus der Werfergruppe ihres Trainers Helge Zöllkau sowie aus der Nationalmannschaft anlässlich der Deutschen Meisterschaften 2019 ist ab der Saison 2020/21 auch ihre Zugehörigkeit in der Volleyball-Mannschaft nicht mehr angezeigt.

### Vereinszugehörigkeiten
Zur Ausbildung Molitors vielseitiger sportlicher Aktivitäten leistete anfänglich der Leichtathletik-Club Jugend 07 Bergheim entscheidende Aufbauarbeit – trainiert wurden Lauf- und Wurfdisziplinen sowie Vier- und Siebenkampf. Nach der sukzessiven Aufgliederung und Auflösung einzelner Bereiche des Vereins wechselte Molitor im Herbst 2003 zum TSV Bayer 04 Leverkusen.